# Minoru Takenaka
Minoru Takenaka (født 19. november 1976) er en tidligere japansk fodboldspiller.
Han har spillet for flere forskellige klubber i sin karriere, herunder Yokohama FC.